# Hakea hastata
Hakea hastata är en tvåhjärtbladig växtart som beskrevs av Laurence Arnold Robert Haegi. Hakea hastata ingår i släktet Hakea och familjen Proteaceae. Inga underarter finns listade i Catalogue of Life.